# Rafał Ruta (zoolog)
Rafał Ruta – polski entomolog i taksonom specjalizujący się w koleopterologii.
Rafał Ruta w latach 2000–2003 studiował na Uniwersytecie Adama Mickiewicza w Poznaniu, gdzie uzyskał licencjat. Od 2003 do 2005 roku studiował na Wydziale Nauk Biologicznych Uniwersytetu Wrocławskiego, uzyskując tytuł magistra. W latach 2009–2010 pracował na Uniwersytecie Wrocławskim jako asystent. W 2010 roku doktoryzował się tamże rozprawą pt. Klasyfikacja filogenetyczna Scirtidae (Insecta: Coleoptera) świata pod kierownictwem Lecha Borowca. W 2022 roku habilitował się na podstawie pracy Taksonomia, morfologia i biogeografia neotropikalnych Scirtidae (Insecta: Coleoptera). Od 2010 roku zatrudniony jest w Katedrze Bioróżnorodności i Taksonomii Ewolucyjnej Uniwersytetu Wrocławskiego jako adiunkt.
Ruta w swej pracy badawczej zajmuje się taksonomią, filogenetyką, ekologią i biogeografią chrząszczy oraz ochroną przyrody, szczególnie fauny bezkręgowej. Jest znanym specjalistą od światowej fauny wyślizgowatych (Scirtidae). Jest autorem lub współautorem około 150 publikacji naukowych. Zdiagnozował nowe dla nauki rodzaje: Anticyphon, Calvariopsis, Chilarboreus i Meatopida,  trzy nowe podrodzaje oraz ponad 150 nowych dla nauki gatunków.
Ruta jest członkiem Zarządu i sekretarzem Polskiego Towarzystwa Taksonomicznego. Jest członkiem Zarządu Głównego oraz bibliotekarzem Polskiego Towarzystwa Entomologicznego. Jest członkiem Zarządu Klubu Przyrodników i stałym współpracownikiem wydawanego przez Klub kwartalnika, Przeglądu Przyrodniczego. Należy również do The Coleopterists Society oraz International Mire Conservation Group.
Na cześć Ruty nazwano nowy rodzaj balinków Rutaraphes, nowe gatunki wyślizgowatych: Exochomoscirtes rutai, Mescirtes rutai i Scirtes rutai, nowe gatunki stonkowatych Arsipoda rutai, Wanatispa rutai oraz nowy gatunek ryjkowca Callistomorphus rutai.